# 皆川達夫
皆川 達夫（みながわ たつお、1927年〈昭和2年〉4月25日 - 2020年〈令和2年〉4月19日）は、日本の音楽学者。立教大学名誉教授。西洋音楽史家。日本キリシタン音楽史家。芸術学博士。ヨーロッパの中世・ルネサンス音楽史、日本キリシタン音楽史の研究で、第一人者・権威として知られる。

## 人物・来歴

### 幼少期
1927年（昭和2年）東京市で水戸藩士・皆川氏の家系に生まれ、幼少期から謡曲を習う。1940年（昭和15年）東京府立第八中学校（東京都立小山台高等学校の前身）に入学。能に心酔して、しばしば能楽堂や歌舞伎座に通い、級友からは「アブちゃん」（abnormalから）という綽名で呼ばれた。また、偶然の機会に中世ヨーロッパのローマ・カトリック教会の典礼聖歌をSPレコードで聴き、日本の伝統芸能とヨーロッパ音楽との関連性に強い興味を抱く。

### 少年期
1944年（昭和19年）4年修了（飛び級）で旧制東京府立高等学校高等科（東京都立大学 の前身）に入学。ここでは能楽研究会を作り、謡曲や狂言に没頭したが、皆川には頭を離れない深い苦悩があった。それは徴兵（学徒出陣）のことである。政府の言う「正義の戦争」に根本的な疑問を抱いていた皆川には、学徒出陣は耐えられない苦悩であった。激しい苦悶と葛藤の末、学徒出陣を避けるために、医学部コースを選択し、文科から理科乙類（ドイツ語クラス）へと転じた。この少年期の過酷な戦争体験から、〈反戦・平和〉が皆川の終生の政治信条・宗教的確信となり、日本国憲法を擁護する立場を、最後まで貫くことになった。

### 学生期
1　1945年（昭和20年）敗戦。大学入学を機に文転し、念願だった西洋音楽史研究を志す。1948年（昭和23年）4月、東京大学（旧制）文学部西洋史学科入学。村川堅太郎、林健太郎、家永三郎、渡辺一夫、辻荘一（非常勤講師）などの講義を受ける。外国語は、ラテン語を始め7ヵ国語をマスターした。また、個人的に髙田三郎の門を叩いて作曲法を学び、多数のフーガ楽曲を作曲する。1951年（昭和26年）3月、東京大学（旧制）文学部西洋史学科卒業。卒論は「ネーデルランド楽派の研究」。
2　同年4月、東京大学大学院（旧制）美学科に進学。1952年（昭和27年）「中世音楽合唱団」を結成 。1953年（昭和28年）3月、東京大学大学院（旧制）美学科修了。同年よりNHK交響楽団の機関誌『フィルハーモニー』に、論文「ネーデルランド楽派の循環ミサ曲」を連載し（1953年-1954年）、有馬大五郎から激賞される。
3　1955年（昭和30年）9月フルブライト奨学金を得て、礼子夫人と共に、横浜港より氷川丸に乗船して渡米。コロンビア大学及びニューヨーク大学に留学し、 グスタフ・リース、クルト・ザックスの指導の下、中世・ルネサンス音楽史を学ぶ。そして、3年間の留学生活を終え、1958年（昭和33年）9月末に帰国。

### 研究・教育活動
一、1958年（昭和33年）9月末、辻荘一の世話により、立教大学一般教育部人文社会学科講師に就任、31歳。
1　担当科目として、（1）クラシック音楽入門、（2）中世・ルネサンス音楽史、（3）バロック音楽史、（4）キリスト教芸術《宗教音楽史》（文学部キリスト教学科）の講義を始める。（5）大学院文学研究科組織神学専攻課程では、キリスト教芸術特殊講義（外国語文献講読）が、12号館2階の皆川の研究室で、ゼミナール形式で行なわれた。
2　皆川の講義は「格調の高い超一流の名講義だ」と学生からの人気が非常に高く、皆川の授業は毎回、熱心な受講生で教室は常に満席であった。授業は、名状しがたい充実感と重量感、そして情熱に満ち、学術的な深い感動を受講生に与えるものであった。皆川が助教授の頃に授業を受けたある卒業生は、「ダブルのスーツに身を包んで教壇に立つ皆川先生は、神々しいお姿だった」と述懐している。と同時に、皆川の豊かな人間味があふれ、独特の知的ユーモアで受講生を笑わせることも多々あった。また、どの教室でも、自身の過酷な戦争体験から、反戦と平和の尊さを熱く説き続けた。なお教材には、LPレコード、1989年度以降はCDが用いられたほか、立教大学交響楽団による生演奏も導入された。指揮棒は皆川が振った。
一方、大学院での皆川ゼミ（外国語文献講読）における、研究者志望の院生に対する指導は、きわめて厳しいものであった。
3　立教大学グリークラブ、同交響楽団では、部長として実技指導を行ない、定期演奏会での指揮台に立った。
二、1962年（昭和37年）4月、立教大学一般教育部人文社会学科助教授に就任、34歳。
1　同年9月スイス・ドイツに留学。バーゼル大学でアウグスト・ヴェンツィンガーに師事。バーゼル大学では、日本の伝統芸能についての講義を1年間、ドイツ語で行なう。また留学中、国際音楽学会にて「14世紀～15世紀にかけてのミサ曲の変遷」と題し、新たな発見について研究発表を行なった。
2　1964年（昭和39年）8月に、２年間の留学生活を終えて帰国。立教大学12号館2階の研究室を拠点に、日本での活動を再開する。そして助教授時代の最大の業績と言われる『合唱音楽の歴史』（全音楽譜出版社）を、1965年（昭和40年）12月に上梓。本書は、日本図書館協会推薦図書に指定され、日本の音楽愛好家たちの「教科書」的な教材となった。
3　かたわら、1965年より1981年（昭和56年）3月まで週に1度、東京藝術大学音楽学部、同大学院音楽研究科にて非常勤講師を務め、音楽概論、オラトリオ・リート史、古代から現代に至る記譜法の史的展開過程などを講じる。藝大での教え子に、皆川のキリシタン音楽史の研究をサポートした、竹井成美（宮崎大学名誉教授・音楽教育学）がいる。
三、1968年（昭和43年）4月、立教大学一般教育部人文社会学科教授に就任、40歳。
1　文学部キリスト教学科教授（キリスト教芸術）及び、大学院文学研究科組織神学専攻課程教授（外国語文献講読）を兼務して、後進の指導にあたる。門下生に、オランダのハーグ王立音楽院教授を務めた世界的に著名なリュート奏者の佐藤豊彦（Toyohiko Satoh - Wikipedia-英語版)を始め、永田仁（元武蔵野音楽大学教授）、佐々木勉（元名古屋音楽大学教授）、那須輝彦（青山学院大学文学部比較芸術学科教授）などの、西洋音楽史研究者がいる。研究者以外にも、音楽のプロフェッショナルが多数、活躍している。
また、1970年～1987年（昭和62年）3月まで（ほぼ毎年）、母校の東京大学文学部で週に1コマ、非常勤講師を務めた。その他にも、聖心女子大学、大阪大学、慶応義塾大学などで非常勤講師を務めた。
2　ところで皆川の著書・論文などの研究業績は非常に高く評価され、1970年代には「中世・ルネサンス音楽の碩学」「バロック音楽の権威」と評された。講談社現代新書から刊行された『中世・ルネサンスの音楽』（1977年）及び『バロック音楽』（1972年）は、国民の幅広い層からの著しく高い支持を得た。専門分野に関する、より本格的な体系書は、1986年（昭和61年）に、『西洋音楽史　中世・ルネサンス』が、音楽之友社より刊行されている。
3　1975年（昭和50年）、皆川にとって思いがけない研究課題が舞い込んだ。長崎県平戸市の生月島にて、江戸幕府による禁教令（1612年・慶長17年）により、カトリック教徒に対する迫害が激化して以降、今日に至るまで約400年にわたり歌い継がれている隠れキリシタン・潜伏キリシタンの「歌オラショ」と出会う。48歳。
歌オラショは、皆川にとって非常に大きな「衝撃」であった。そこで、キリシタン史研究の大家である海老沢有道教授の指導と協力を得ながら、「ぐるりよざ」「なじょう」「らおだて」等の歌オラショの現地調査と研究に心血を注ぐ。加えて、ローマ、スペイン、ポルトガルなど世界各地の図書館を訪ねて、「歌オラショとの符合性が比定されるラテン語聖歌の譜面」を探索する作業を始め、長年月にわたり入念に行なった。
そして研究の開始から28年後の2003年（平成15年）に、76歳にして、博士論文「洋楽渡来考」を完成させるに至る。この論文において皆川は、訛化（がか）したラテン語で歌われる日本の歌オラショの「原曲」は、奇しくも自身の専門分野である中世ヨーロッパのローマ・カトリック教会の典礼聖歌（グレゴリオ聖歌）であることを、具体的かつ精緻に論証した。その後、研究の総括として、「音楽には人のこころを救い癒す力がある。歌オラショには信仰を死守する力もあった。」と、感想を語っている。
なお、この研究を始めた直後の1978年（昭和53年）に、日伊交流に果たした功績が極めて大きいとして、イタリア政府より、イタリア共和国功労勲章（カヴァリエーレ勲章）を受章している。51歳。
4　一方で、NHK-FM「バロック音楽のたのしみ」（1965年～1985年3月）の解説を、ハインリッヒ・シュッツの研究で著名な東京藝術大学教授の服部幸三と隔週で担当し、中世・ルネサンス音楽とバロック音楽の普及に大いに貢献した。1988年からはNHKラジオ第1放送「音楽の泉」の解説を始める。
2011年には『題名のない音楽会』に出演し、箏曲の《六段》とグレゴリオ聖歌の《クレド》との関連について研究成果を披露した。また、中世・ルネサンス合唱曲の校訂・出版、訳詞、編曲にもあたり、ジョスカン・デ・プレの《Missa Pange Lingua》《Missa Mater Patris》、トマス・ルイス・デ・ビクトリアの《Missa O Magnum Misterium》を男声合唱用に編曲した。さらに全日本合唱連盟にも携わり、コンクールの審査や課題曲選定を行なった。
1959年（昭和34年）～2007年（平成19年）までの48年間は（32歳から80歳になるまで）、立教大学グリークラブ定期演奏会において、ルネサンス期のポリフォニー・ミサ曲を指揮した。
5　1988年（昭和63年）東京目黒聖ミカエル修道会にて、粕谷甲一司祭（神父）により洗礼の秘跡を受け、キリスト教（カトリック教会）に入信する。洗礼名・堅信名は、グレゴリウス1世 （グレゴリオ）。61歳。カトリック碑文谷教会に所属して、主日ミサでは聖体奉仕者を務めた。
6　1993年（平成5年）1月12日、現役学生及び多数の卒業生で超満員となった立教大学9号館大教室にて、「最終講義」を行なう。演題は「ヨーロッパにおける『自由７学科』としての音楽」。そして、最終講義のしめくくりに、皆川の指揮で、グリークラブが、カトリック聖歌集660番「かみともにいまして」を歌った。同年3月、35年間勤務した立教大学一般教育部人文社会学科を定年退職。12号館2階の研究室を明け渡す。65歳。
四、1993年6月、立教大学より名誉教授の称号を受ける。立教学院諸聖徒礼拝堂にて。66歳。　
1997年（平成9年）恩師・辻荘一の、没後10年追悼音楽会にて、ガブリエル・フォーレのレクイエム（死者のためのミサ曲）を指揮。品川区立きゅりあんにて。70歳。
2003年（平成15年）「歌オラショ」に関する研究論文『洋楽渡来考』により、芸術学博士（明治学院大学）の学位を取得。76歳。
2004年（平成16年）『洋楽渡来考　キリシタン音楽の栄光と挫折』（日本キリスト教団出版局）を刊行。77歳。
2017年（平成29年）『キリシタン音楽入門』《洋楽渡来考への手引き》を、日本キリスト教団出版局より刊行。先に出版された『洋楽渡来考　キリシタン音楽の栄光と挫折』が「難解に過ぎる」という読者の声に応えての書き下ろしである。90歳。
2020年（令和2年）3月29日、1988年（昭和63年）から32年にわたり継続したNHKラジオ第１放送「音楽の泉」の解説を終える。皆川が最後に選んだ楽曲は、バッハの「無伴奏ヴァイオリンのためのソナタとパルティータ第3番ホ長調」からガヴォット（BWV1006）であった。
翌月の4月19日に、横浜市内の病院にて、午後10時42分、老衰のため帰天。92歳。
2023年（令和5年）7月末、『Dona nobis pacem 皆川達夫先生の想い出』が、音楽之友社より出版される。この追悼文集の編纂委員会代表は、皆川の後継者である星野宏美（立教大学異文化コミュニケーション学部教授・メンデルスゾーン研究者）が務めた。"Dona nobis pacem"とは、ローマカトリック教会のミサ通常文「平和の賛歌」（神の小羊）の一節で、「我らに平和を与えたまえ」という意味であり、皆川の終生の祈りでもあった。

## 栄誉・栄典
全日本合唱センター名誉館長、日本近代音楽館顧問ほか合唱と音楽資料の収集や保管、公開に務める。
- 1978年、イタリア共和国功労勲章勲五等（カヴァリエーレ勲章）受章。
- 1986年-2010年、旧日本近代音楽館副館長。同館の洋楽関連の資料は明治学院大学図書館が受贈、また同学は遠山一行記念日本近代音楽館として展示施設を受け入れる。
- 2009年、NHK放送文化賞受賞。
- 2012年、国際音楽学会名誉会員[17]に連なる。

## 出演

### ラジオ・テレビ
- NHK-FM「バロック音楽のたのしみ」（1965年4月 - 1985年3月、解説者）
- NHK-TV「音楽夜話」〈近代音楽のあけぼのシリーズ〉（1961年4月より、解説者）
- NHK-FM「日曜喫茶室」（1985年7月、出演）
- NHKラジオ第1「音楽の泉」（1988年10月23日 - 2020年3月29日、解説者）
- テレビ朝日「題名のない音楽会」（2011年、出演）

その他、多数

## 著書
- 『ヘンデル』ダヴイッド楽社、1948
- Die Begegnung und Scheidung der Musik in Ost und West. 1962
- 『合唱音楽の歴史』全音楽譜出版社、1965　（日本図書館協会推薦図書）
- 『楽器』保育社〈カラーブックス〉、1970
- 『バロック音楽』講談社現代新書、1972（のち講談社学術文庫）ISBN 978-4061597525
- 『ワインのたのしみ方』主婦と生活社、1973（のち光文社文庫）
- 『中世・ルネサンスの音楽』講談社現代新書、1977（のち講談社学術文庫）
- 『バロック名曲名盤100』音楽之友社、1977
- 『オラシヨ紀行 対談と随想』日本基督教団出版局、1981
- 『西洋音楽ふるさと行脚』音楽之友社、1982
- 『楽譜の歴史』音楽之友社、1985
- 『西洋音楽史 中世・ルネサンス』音楽之友社、1986
- 『ルネサンス・バロック名曲名盤100』音楽之友社、1992
- 『洋楽渡来考―キリシタン音楽の栄光と挫折』（2004年）日本基督教団出版局、ISBN 978-4818405318[18][19][20]
- 『洋楽渡来考再論：箏とキリシタンとの出会い』日本基督教団出版局、2014。ISBN 9784818408777
- 『キリシタン音楽入門：洋楽渡来考への手引き』日本基督教団出版局、2017。ISBN 9784818409705
- 『宗教音楽の手引き』日本基督教団出版局、2024。樋口隆一監修。
- 『音楽も人を救うことができる』日本基督教団出版局、2024。樋口隆一編。
- 『ルネサンス古楽の記譜法ー白符計量記譜法入門』日本基督教団出版局、2024。樋口隆一、宮崎晴代監修。
- 翻訳
- クヌート・イエッペセン『対位法』柴田南雄共訳、東京創元社、1955
- アルフレッド・アインシュタイン『音楽史』大宮真琴他2名と共訳、ダヴィッド社、1956
- クルト・ザックス『音楽の起源』柿木吾郎共訳、音楽之友社、1969
- アルノルト・シェーリング『西洋音楽史年表』音楽之友社、1971
- マルク・パンシェルル『音楽の歴史 1』PARCO出版局、1975
- エマーヌエル・ヴィンターニッツ『楽器の歴史』礒山雅共訳、PARCO出版局、1977
- グイド・ダレッツォ『ミクロログス（音楽小論）全訳と解説』中世・ルネサンス音楽史研究会訳、春秋社、2018

### 共著
- 「中世におけるポリフォニー・ミサ曲の成立」『音と思索：野村良雄先生還暦記念論文集』野村良雄、野村良雄先生還暦記念行事実行委員会、音楽之友社、1969
- 水嶋良雄、船山隆（共著）「過去の音楽の演奏をめぐって<シンポジウム>（音楽学会第32回全国大会総覧）」『音楽学』第27巻第3号、東京：日本音楽学会；東京：アカデミア・ミュージック（発売）、1981、234-239頁。ISSN 0030-2597
- 伊東乾「交響する啓典の民 (13) テクノクラートとしてのカクレキリシタン--皆川達夫氏との対話 (4)」『福音と世界』第66巻第2号、新教出版社、2011年2月、22-28頁。NAID 40018269934
- 標準音楽辞典、音楽之友社、1965
- 英国の心棒、聖公会出版、1988
- 音楽の宇宙、皆川達夫先生古希記念論文集編集委員会（編）、音楽之友社、1998
- Dona nobis pacem 皆川達夫先生の想い出、皆川達夫先生追悼文集編纂委員会（編）、音楽之友社、2023

### 書評
- 「New Oxford Hirtory of Music Vol.3："Ars Nova and the Renaissance (1300～1540)" Ed. by en:Dom Anseln Hughes and en:Gerald Abraham, 1960」『音楽学』第6巻第2号、東京：日本音楽学会。ISSN 0030-2597

### 録音資料
- 監修・解説『History of music in sound = 耳による音楽史』RCAビクター、東京：RVC。LP 各2枚組（33 1/3 rpm、モノラル録音）、解説書各1冊。
  - 第3巻「Ars Nova and the Renaissance」
  - 第4巻「The age of humanism」
- 監修・解説『洋楽渡来考』CD&DVD版、東京：日本伝統文化振興財団、ビクターエンターテインメント（発売：VZZG-1）、2006
  - 第1部『サカラメンタ提要』演奏：及川豊、望月寛之、山下晋平 (VO)、橋本周子 (COND)、聖グレゴリオの家聖歌隊（カペラ・グレゴリアーナ）、CD + 解説書1冊。
  - 第2部 東京国立博物館所蔵『キリシタン・マリア典礼書写本（耶蘇教写経）』演奏：橋本周子 (COND)、岩手県立不来方高等学校音楽部 松村玲子 (COND)、聖グレゴリオの家聖歌隊（合唱）、生熊秀夫（祈願）。
  - 第3部『生月島の「かくれキリシタン」の「オラショ」』演奏：生月島のかくれキリシタンの皆さん（山田集落、壱部集落、境目集落）（オラショ唱和）片山みゆき (COND)、中世音楽合唱団 (CHO)。CD1枚。DVD1枚：「生月島のかくれキリシタン」。

### 楽譜
- 『La Messe de Nostre Dame』Guillaume de Machaut、東京：中世音楽合唱団、1959。

ラテン語。
- 『14 missa : Pange lingua, 4 vocum』ジョスカン。
- 『ルネサンス・シャンソン曲集 = Les chansons françaises au temps de la Renaissance』東京：音楽之友社、1968。フランス語
- 訳詞『バロック名曲選』、東京：音楽之友社、1969.1。イタリア語、ドイツ語、ラテン語、英語、日本語。クラウディオ・モンテヴェルディ、ハインリッヒ・シュッツ、ジャコモ・カリッシミ、ジャン・フィリップ・ラモー、ジョン・エクルズ。
- 『ルネサンス・ポリフォニー曲集』音楽之友社、1969年-1970年。
  - 「トマス・ルイス・ビクトリア」ラテン語、別題：Polyphonic music of the Renaissance, Tomas Luis de Victoria。
- 「フランドル楽派」（その1）。フランス語、ラテン語、ドイツ語、イタリア語。別題：Polyphonic music of the Renaissance, Flemish school, part 1。
- 「フランドル楽派」（その2）、フランス語; ラテン語; イタリア語。別題：Polyphonic music of the Renaissance : flemish school, part 2。
- 『ルネッサンス合唱名曲選Anthology of choral music in the Renaissance』高野紀子（共訳）、全音楽譜出版社、1972年-1975年。のちに複数版の改訂あり。
  - Italian secular music「イタリア世俗曲集 1、2」4117321110、4117321129、NCID BA31155730（第1巻、第7巻）。フィリップ・ヴェルドロ、クラウディオ・モンテヴェルディ、ジョヴァンニ・バッティスタ・グァリーニ、スキピオーネ・アグネリ (it)、パレストリーナ、ルカ・マレンツィオ、ジョゼッペ・カイモ (en, d. 1584)、ジョヴァンニ・ドメニコ・ダ・ノーラ (en)、カルロ・ジェズアルド。
  - French secular music「フランス世俗曲集 1、2」1972、4117321218、4117321226、NCID BA42772466（第2巻、第8巻）。クレマン・ジャヌカン、ピエール・ド・ロンサール、クロード・ドゥ・セルミジ (en ca.)、ピエール・パスロー (en, fl.)、ピエール・セルトン、ガルニエ、ギョーム・コストレ (en)、クロード・ル・ジュヌ。
  - Spanish sacred music「スペイン宗教曲集 1」1973、4117322613、NCID BA28081159（第3巻）。トマス・ルイス・デ・ビクトリア。
  - Italian sacred music「イタリア宗教曲集 1」4117322117、NCID BA31035896（第4巻）。パレストリーナ、アンドレア・ガブリエリ、ジョヴァンニ・ガブリエリ。
  - English secular music「イギリス世俗曲集 1」1975、4117321315、NCID BA24014284（第5巻）。ウィリアム・バード、トーマス・モーリー、ジョン・ダウランド、フランシス・ピルキントン、ジョン・ファーマー (en, fl.)、ジョン・ウィルビー、トーマス・ウィールクス、オーランド・ギボンズ。
  - 16th century Flemish sacred music「フランドル宗教曲集 1」4117322516、NCID BA3103701X（第6巻）。ジョスカン・デ・プレ、ハインリヒ・イザーク、ピエール・ド・ラ＝リュー、ニコラ・ゴンベール。
- 『ギョーム・デュファイ作品集』音楽之友社、1975。フランス語、ラテン語